# Michael Benthall
Michael Pickersgill Benthall CBE, né le 8 février 1919 dans le quartier londonien de Mayfair (Angleterre) et mort le 6 septembre 1974 à Londres (Angleterre), est un metteur en scène et librettiste anglais.

## Biographie
Alors qu'il était étudiant à l'université d'Oxford, Benthall y rencontre Robert Helpmann. Les deux hommes commencent une relation amoureuse qui devait durer 36 ans. Le couple a vécu et travaillé ensemble très ouvertement, jusqu'à la mort de Benthall à l'âge de 55 ans en 1974.
Sa première connexion avec le Old Vic remonte à la saison 1944 lorsque la compagnie fut obligée de déménager au New Theatre (l'actuel Noël Coward Theatre) où Benthall dirige une production de Hamlet conjointement avec Tyrone Guthrie. Benthall a fourni le scénario de deux ballets d'Arthur Bliss, Miracle in the Gorbals (1944) et Adam Zero (1946). Directeur artistique du Old Vic entre 1953 et 1962, il a produit toutes les pièces de Shakespeare dans le Premier Folio pendant cinq ans.
Quelques années plus tard, il met en scène I'm Solomon (avec Dick Shawn, Salomé Jens et Carmen Mathews), un remake musical d'une comédie musicale israélienne, King Salomon and Shalmai the Shoemaker ("Shlomo ha'Melech ve'Shalmai ha'Sandlar") qui se déroulait à Jaffa à l'été 1967. Ernest Gold, l'auteur de la partition du film Exodus (1960), a écrit la musique et Geoffrey Holder a chorégraphié le spectacle. Benthall a ensuite mis en scène Coco avec Katharine Hepburn, sur une musique d'André Previn et des lyrics d'Alan Jay Lerner. Michael Bennet a chorégraphié le spectacle. Benthall a ensuite dirigé Her First Roman, une version musicale de César et Cléopâtre de George Bernard Shaw avec Leslie Uggams et Richard Kiley.
Benthall a été un ami proche de Vivien Leigh pendant de nombreuses années.